# Bogensee (See bei Wandlitz)
Der Bogensee ist ein Stillgewässer am Wohnplatz Bogensee im Ortsteil Lanke der Gemeinde Wandlitz im Land Brandenburg. Er liegt zwischen den Wandlitzer Ortsteilen Wandlitz, Prenden und Klosterfelde, etwa 15 Kilometer nördlich der Berliner Stadtgrenze. Bekannt wurde der See durch den hier errichteten Landsitz Waldhof am Bogensee für Joseph Goebbels und die spätere Nutzung des Areals für die Jugendhochschule „Wilhelm Pieck“ der FDJ. Die Gebäude stehen unter Denkmalschutz. Eigentümer des Bogensees ist das Land Berlin.

## See
Der ovale See hat eine Fläche von rund 9300 m² bei einer West-Ost-Ausdehnung (Breite) von rund 180 Metern und einer Nord-Süd-Ausdehnung (Länge) von etwa 300 Metern. Er ist ein Relikt aus der letzten Eiszeit und wird aus Quellwiesen an seinem westlichen Uferbereich gespeist. Die maximale Tiefe wird mit 2,50 Metern angegeben.
Unmittelbar an seinen Ufern gibt es keinerlei Bebauung; weder ein Badestrand noch ein Uferweg sind vorhanden. Es gibt (Stand 2008) einen von der Forstverwaltung angelegten Naturlehrpfad mit Erklärungstafeln. Der See wird als Angelgewässer F 03–125 geführt. Geangelt werden insbesondere Karpfen, Hecht, Flussbarsch und Schleie.